# Loznati
Loznati falu Horvátországban Tengermellék-Hegyvidék megyében. Közigazgatásilag Creshez tartozik.

## Fekvése
Cres szigetének északkeleti részén, Cres városától 5 km-re délkeletre a sziget keleti partjántól másfél km-re fekszik.

## Története
Területén a Lovreški nevű helyen már a 6. században település állt. Szent Lőrinc templomának falai a mai napig fennmaradtak. 
A sziget többi részével együtt a 18. század végéig velencei, majd 1822-től osztrák uralom alatt állt. 1867 és 1918 között az Osztrák–Magyar Monarchia része volt. 1857-ben 59, 1910-ben 42 lakosa volt. Az Osztrák-Magyar Monarchia bukását rövid olasz uralom követte, majd a település a Szerb–Horvát–Szlovén Királyság része lett. A második világháború idején olasz csapatok szállták meg. A háborút követően újra Jugoszláviához került. 1991-ben az önálló horvát állam része lett. 2011-ben 36 lakosa volt.

## Lakosság
| Lakosság változása | Lakosság változása | Lakosság változása | Lakosság változása | Lakosság változása | Lakosság változása | Lakosság változása | Lakosság változása | Lakosság változása | Lakosság változása | Lakosság változása | Lakosság változása | Lakosság változása | Lakosság változása | Lakosság változása | Lakosság változása |
| ------------------ | ------------------ | ------------------ | ------------------ | ------------------ | ------------------ | ------------------ | ------------------ | ------------------ | ------------------ | ------------------ | ------------------ | ------------------ | ------------------ | ------------------ | ------------------ |
| 1857               | 1869               | 1880               | 1890               | 1900               | 1910               | 1921               | 1931               | 1948               | 1953               | 1961               | 1971               | 1981               | 1991               | 2001               | 2011               |
| 59                 | 59                 | 37                 | 35                 | 51                 | 42                 | 0                  | 0                  | 76                 | 70                 | 72                 | 44                 | 48                 | 37                 | 29                 | 36                 |

## Nevezetességei
- Keresztelő Szent János tiszteletére szentelt kis temploma a falu keleti szélén áll.
- A faluból vezető gyalogösvényen jutunk a Lovreški nevű helyre, ahol az ókorban kora keresztény település volt. Itt találhatók a 6. században épített Szent Lőrinc vértanú tiszteletére szentelt templom falai. A templom egykor előtérrel, hajóval és sokszögű apszissal rendelkezett. A falakon az egykori freskók nyomai még láthatók. A templomtól délre valószínűleg lakás céljára használt építmények falai találhatók. Környékén több lelet, cserépmaradványok, faragott kövek, egykori díszítések töredékei  kerültek elő. A templomot valószínűleg a 9. vagy a 10. században még megújították, de a település már régebben elpusztult. A templomot egykor gondozó Szent Lőrinc Társaság az egyik legrégibb alapítású volt a szigeten, csak a napóleoni időkben a 19. század elején szűnt meg.[4]
- A Loverški közelében fekvő Polacine nevű helyen egy vélhető villa rusticához tartozott római padlómozaik maradványait és egy templom septuma[5] fonadékdíszítésű kőgerendájának maradványait találták, mely a helynek a bizánci uralom alatti folytonos használatát jelzi.[4]
- A Pelginja - Pukonjina régészeti zóna magában foglalja Cres szigetének északi részén lévő ősi erődök és tumulusok rendszerét. Az övezet Pelginja és Pukonjina erődeiből és Belijin tumulusából áll. A Pukonjina-domb közepén található a Belijina tumulus. Az erőd kör alakú alaprajzú, több különböző sánccal és két külön bejárati objektummal. A Pelginja-domb lábánál több halmot fedeztek fel. Az erődöt két sáncgyűrű veszi körül, bejárati építmények hosszúkás folyosó formájúak és egy kör alaprajzú központi építmény található itt. A felszínen talált leletanyag szerint ez a lelőhelyegyüttes nagyjából a vaskorra datálható.[6]